# Phalaba fusca
Phalaba fusca is een pissebed uit de familie Trachelipodidae. De wetenschappelijke naam van de soort is voor het eerst geldig gepubliceerd in 1910 door Gustav Budde-Lund.